# 長谷川ひろし おはよう7
長谷川ひろし おはよう7（はせがわひろし おはようセブン）は、1980年4月から1987年9月まで、及び1996年4月から1999年3月まで、KBCラジオで放送していた平日朝の情報番組である。

## 概要
当時・福岡に拠点を置いていたライオンズの実況中継や運動部の記者として活動した、アナウンサーの長谷川ひろしを起用して放送開始。この番組は長谷川自身が担当ディレクターと共に企画を練り上げたものである。スタートに当たって、朝日新聞東京本社の各部署に協力依頼に回って本社の記者に出演交渉していたが、これが大変だったという話をスタッフがしている。
スタートした当時はレコードをかけず、スタジオ内にピアノを置き、このピアノでリスナーからのリクエスト曲を生演奏するというユニークなことをしていた。
1987年に人事異動により長谷川は降板するも、1996年4月から番組が再開された。

## 出演者
- パーソナリティ
  - 長谷川ひろし
- アシスタント
  - 尾上真知子 （1980年〜1981年4月）
  - 久村洋子 （1980年〜1981年4月）
  - 野見山洋子 （1981年4月〜1982年4月）
  - 山本栄子 （1982年4月〜1983年9月）
  - 清水千晴 （1983年10月〜1987年9月、1996年4月〜1997年3月）
  - 大川慶子 （1997年4月から）

（）

## コーナー
（）

### 1980年 - 1987年
- KBCトピックス （1986年・1987年当時）
- けさの焦点 → 夜討ち朝がけ・けさの焦点
- 十朱幸代のいってらっしゃい （ニッポン放送制作）
- ミュージックオンザロード （文化放送制作）
- 日産フラッシュジャーナル
- 男の立ち話・話題最前線
  - 1986年・1987年当時のこのコーナーの出演者
    - 月曜：田原総一朗
    - 火曜：梨元勝
    - 水曜：白井佳夫
    - 木曜：久保田誠（1986年）→ 金丸文夫（1987年）
- 朝の歳時記
- スポーツ＆レジャー （1981年当時）
- キャッチ・スポーツ （1982年から）
  - 1986年・1987年当時のこのコーナーの出演者
    - 月曜：杉本英世
    - 火曜：野崎靖博
    - 木曜：池田純一
    - 金曜：中西太
- ナウNOWミニ事典
- おはようグッドドライバー
- ふれあいの朝 （1983年まで）
  - 野見山洋子のタウンタウン （1981年当時）
- ひまわりナウ 街の表情 （1984年から）
- けさの主役
- 木かげ情報 （夏季の放送）
- レースガイド
- 気ままに行こう
  - リスナーからの旅の思い出やエピソードなどを紹介しながら、観光地とはまた違う様々な景勝地を紹介[3]。
- 交通情報・天気予報・朝日新聞ニュース

### 1996年 - 1999年
- 東芝今朝一番
- 今朝の焦点
- 今朝の三枚おろし
- 日産フラッシュジャーナル
- 話題最前線
  - このコーナーのレギュラーコメンテーター（1996年当時）
    - 月曜：舛添要一
    - 火曜：八代亜紀
    - 水曜：梨元勝
    - 木曜：花田紀凱
    - 金曜：青木富貴子
- おはよう7エリア・リポーターズ・クラブ （1997年から）
- 朝の歳時記
- ウォッチングスポーツ （1996年〜1997年）
  - このコーナーのレギュラーコメンテーター
    - 月曜：杉本英世
    - 火曜：根本陸夫
    - 水曜：清水秀彦
    - 木曜：中西太
- ひろしの悪戦苦闘 （1997年から）
- 沢口靖子のいってらっしゃい （ニッポン放送制作）
- 朝のドライブミニマップ
- おもしろ！福岡情報 （1996年当時）
- 今朝の主役
- レースガイド
- 経済データ最前線 （1997年から）
- 交通情報・天気予報・朝日新聞ニュース